# Domenicane di Santa Caterina da Siena (Arenberg)
Le Domenicane di Santa Caterina da Siena, dette di Arenberg (in tedesco Dominikanerinnen der Hl. Katharina von Siena), sono un istituto religioso femminile di diritto pontificio.

## Storia

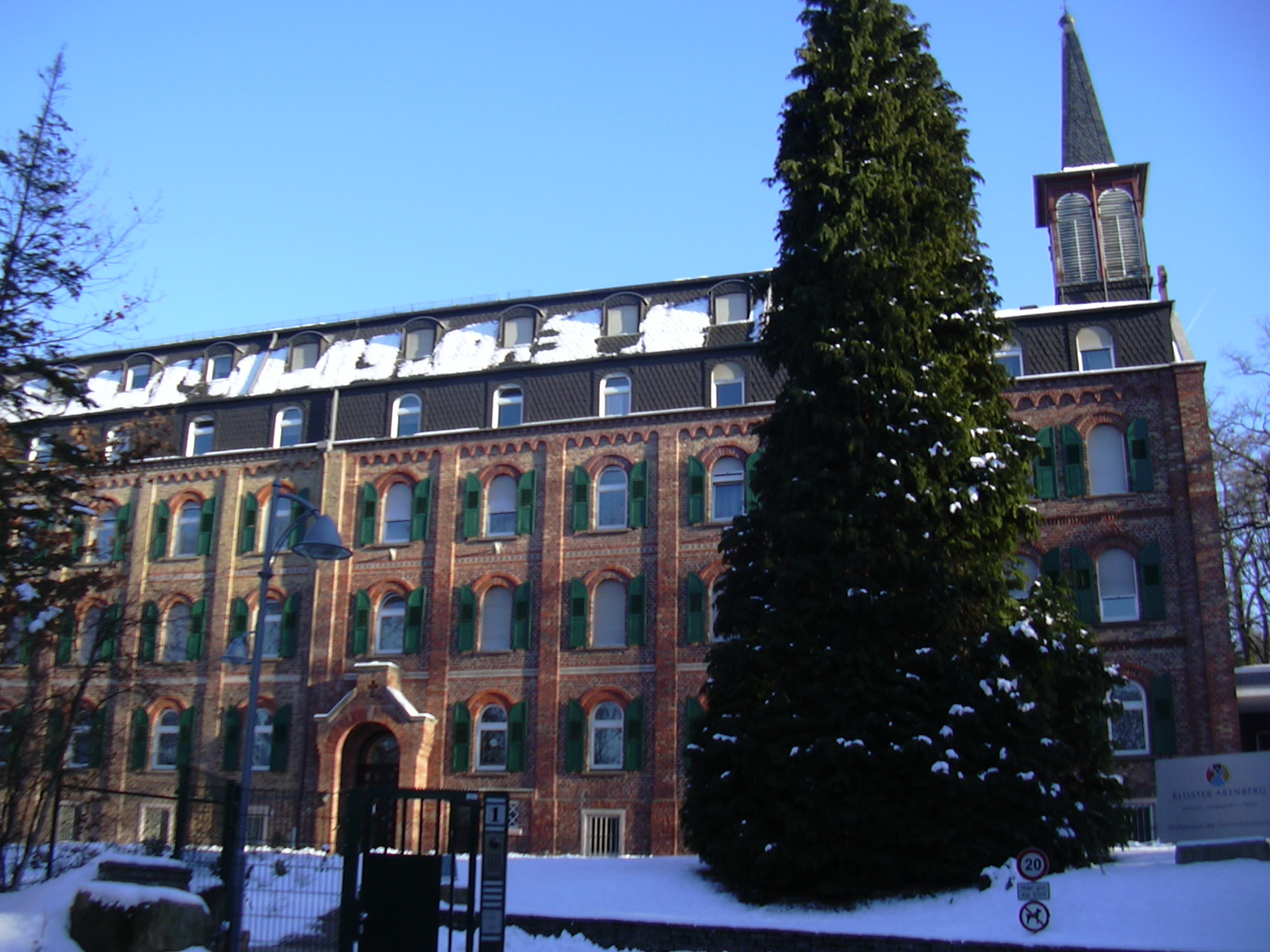
La casa-madre della congregazione ad Arenberg

Le origini della congregazione risalgono alla piccola comunità (due monache e una postulante) fatte giungere nel 1868 dal monastero domenicano di San Pietro a Schwyz per lavorare nella parrocchia di Arenberg, presso Coblenza, in diocesi di Treviri. Allo scoppio della guerra franco-prussiana, le domenicane si rifugiarono nel loro monastero di origine in Svizzera: terminato il conflitto, nel 1873 le monache di San Pietro inviarono ad Arenberg Gundisalva Gottfring e Cherubina Willimann.
Nel 1879, poiché a causa del Kulturkampf la vita religiosa in Germania era diventata difficile, Gundisalva Gottfring si trasferì nel Paesi Bassi per formarvi le novizie e fondò il monastero di Marienthal a Venlo. Ad Arenberg era rimasta Cherubina Willimann, che non intendeva abbracciare la vita contemplativa come la Gottfring: il 19 maggio 1885 Michael Felix Korum, vescovo di Treviri, separò le suore di Arenberg da quelle di Venlo e diede inizio a una congregazione autonoma.
Da Arenberg le suore si diffusero in varie località della Germania aprendo scuole e istituti per la formazione degli insegnanti; nel 1963 iniziarono a lavorare accanto ai frati domenicani della provincia teutonica nella missione di Cochabamba, in Bolivia.
L'istituto ricevette il pontificio decreto di lode il 12 novembre 1914.

## Attività e diffusione
Le suore si dedicano all'educazione della gioventù e alla cura dei malati.
Oltre che in Germania, la congregazione è attiva in Svizzera e Bolivia; la sede generalizia è a Coblenza.
Alla fine del 2015 l'istituto contava 149 religiose in 12 case.